# ده قنات تشربيون (زيلايي)
ده قنات تشربیون (بالفارسية: ده قنات چربیون) هي قرية تقع في إيران في قسم زیلایی الريفي. يقدر عدد سكانها بـ 35 نسمة بحسب إحصاء 2016.